# 52e cérémonie des Grammy Awards
 (avril 2025).
La 52e cérémonie des Grammy Awards a eu lieu le 31 janvier 2010 au Staples Center à Los Angeles (Californie).

## Chansons
Les chansons chantées pendant la cérémonie sont:
| Artiste(s)                                                                                   | Chanson(s)                                                              |
| -------------------------------------------------------------------------------------------- | ----------------------------------------------------------------------- |
| Lady Gaga Elton John                                                                         | Poker Face Speechless Your Song                                         |
| Green Day Casting de American Idiot                                                          | 21 Guns                                                                 |
| Beyoncé                                                                                      | If I Were a Boy You Oughta Know                                         |
| Pink                                                                                         | Glitter in the Air                                                      |
| The Black Eyed Peas                                                                          | Imma Be I Gotta Feeling                                                 |
| Lady Antebellum                                                                              | Need You Now                                                            |
| Jamie Foxx T-Pain Slash Doug E. Fresh                                                        | Blame It                                                                |
| Zac Brown Band Leon Russell                                                                  | America the Beautiful Dixie Lullaby Chicken Fried                       |
| Taylor Swift Stevie Nicks Butch Walker                                                       | Today Was a Fairytale Rhiannon You Belong with Me                       |
| Hommage à Michael Jackson Celine Dion Usher Carrie Underwood Jennifer Hudson Smokey Robinson | Earth Song                                                              |
| Bon Jovi Jennifer Nettles                                                                    | We Weren't Born to Follow Who Says You Can't Go Home Livin' on a Prayer |
| David Foster Mary J. Blige Andrea Bocelli                                                    | Bridge over Troubled Water                                              |
| Dave Matthews Band                                                                           | You and Me                                                              |
| Maxwell Roberta Flack                                                                        | Pretty Wings/Where Is the Love                                          |
| Hommage à Les Paul Jeff Beck Imelda May                                                      | How High the Moon                                                       |
| Drake Lil Wayne Eminem Travis Barker                                                         | Drop the World Forever                                                  |

## Présentateurs
Les présentateurs de la soirées sont:
- Simon Baker
- Kristen Bell
- Justin Bieber
- Jeff Bridges
- Jonas Brothers
- Stephen Colbert
- Alice Cooper
- Sheryl Crow
- Kaley Cuoco
- Miley Cyrus
- Mos Def
- Plácido Domingo
- Robert Downey Jr.
- Josh Duhamel
- Wyclef Jean
- Norah Jones
- Juanes
- Ke$ha
- Miranda Lambert
- John Legend
- LL Cool J
- Jennifer Lopez
- Ricky Martin
- Lea Michele
- Chris O'Donnell
- Katy Perry
- Lionel Richie
- Adam Sandler
- Carlos Santana
- Ryan Seacrest
- Seal
- Ringo Starr
- Quentin Tarantino
- Keith Urban

## Palmarès
Les listes suivantes se compose des nommées pour les prix avec les gagnants marqués en gras.

## Général
Album de l'année
- I Am... Sasha Fierce – Beyoncé
- The E.N.D. – Black Eyed Peas
- The Fame – Lady Gaga
- Big Whiskey and the GrooGrux King – Dave Matthews Band
- Fearless – Taylor Swift

Enregistrement de l'année
- Halo – Beyoncé
- I Gotta Feeling – Black Eyed Peas
- Use Somebody – Kings of Leon
- Poker Face – Lady Gaga
- You Belong with Me – Taylor Swift

Chanson de l'année
- Poker Face – Lady Gaga
- Pretty Wings – Maxwell
- Single Ladies (Put a Ring on It) – Beyoncé
- Use Somebody – Kings of Leon
- You Belong with Me – Taylor Swift

Meilleur nouvel artiste
- Zac Brown Band
- Keri Hilson
- MGMT
- Silversun Pickups
- The Ting Tings

### Pop
Meilleure prestation vocale pop pour une artiste féminine
- Halo - Beyoncé
- Hometown Glory - Adele
- Hot n Cold - Katy Perry
- Sober - Pink
- You Belong with Me - Taylor Swift

Meilleure prestation vocale pop pour un artiste masculin
- Make It Mine - Jason Mraz
- This Time - John Legend
- Love You - Maxwell
- If You Don't Know Me by Now - Seal
- All About The Love Again - Stevie Wonder

Meilleure prestation pop par un duo ou un groupe avec chant
- I Gotta Feeling - The Black Eyed Peas
- We Weren't Born to Follow - Bon Jovi
- Never Say Never - The Fray
- Sara Smile - Daryl Hall & John Oates
- Kids - MGMT

Meilleure collaboration pop avec voix
- Lucky - Jason Mraz & Colbie Caillat
- Sea of Heartbreak - Rosanne Cash & Bruce Springsteen
- Love Sex Magic - Ciara & Justin Timberlake
- Baby, It's Cold Outside - Norah Jones & Willie Nelson
- Breathe - Taylor Swift & Colbie Caillat

Meilleur album pop avec prestation instrumentale
- Throw Down Your Heart - Béla Fleck
- Bésame mucho - Herb Alpert
- The Fire - Imogen Heap
- Phoenix Rise - Maxwell
- Funk Joint - Marcus Miller

Meilleur album pop instrumentale
- Potato Hole - Booker T. Jones
- In Boston - Chris Botti
- Legacy - Hiroshima
- Modern Art - The Rippingtons Featuring Russ Freeman
- Down the Wire - Spyro Gyra

Meilleur album pop avec prestation vocale
- The E.N.D. - The Black Eyed Peas
- Breakthrough (en) - Colbie Caillat
- All I Ever Wanted - Kelly Clarkson
- The Fray - The Fray
- Funhouse - Pink

### Dance
Meilleur enregistrement de dance
- Poker Face - Lady GaGa
- Boom Boom Pow - The Black Eyed Peas
- When Love Takes Over - David Guetta & Kelly Rowland
- Celebration - Madonna
- Womanizer - Britney Spears

Meilleur album de dance / Musique électronique
- The Fame - Lady GaGa
- Divided By Night - The Crystal Method
- One Love - David Guetta
- Party Rock - LMFAO
- Yes - Pet Shop Boys

### Pop traditionnelle
Meilleur album de pop traditionnelle avec prestation vocale
- Michael Bublé Meets Madison Square Garden - Michael Bublé
- A Swingin' Christmas - Tony Bennett
- Your Songs - Harry Connick Jr.
- Liza's at The Palace... - Liza Minnelli
- American Classics - Willie Nelson

### Rock
Meilleure prestation rock par un artiste solo
- Working On A Dream - Bruce Springsteen
- Beyond Here Lies Nothing - Bob Dylan
- Change In The Wheater - John Fogerty
- Dreamer - Prince
- Fork In The Road - Neil Young

Meilleure prestation rock par un duo / groupe avec chant
- Use Somebody - Kings of Leon
- Can't Find My Way Home - Eric Clapton & Steve Winwood
- Life In Technicolor II - Coldplay
- 21 Guns - Green Day
- I'll Go If I Don't Go Crazy Tonight - U2

Meilleure prestation hard rock
- War Machine - AC/DC
- When I've Done [Live] - Linkin Park
- Check My Brain - Alice in Chains
- The Unforgiven III - Metallica
- Burn It to the Ground - Nickelback

Meilleure prestation metal
- Dissident Agressor - Judas Priest
- Set To Fail - Lamb of God
- Head Crusher - Megadeth
- Señor Peligrow - Ministry
- Hate Worldwide - Slayer

Meilleure prestation rock instrumentale
- A Day in the Life - Jeff Beck
- Warped Sister - Booker T. Jones
- Playing Wth Fire - Brad Paisley
- Mr. Surfer Goes Jazzin - Brian Setzer Orchestra
- Now We Run - Steve Vai

Meilleure chanson rock
- Use Somebody - Kings of Leon
  - Caleb Followill, Jared Followill, Matthew Followill & Nathan Followill paroliers
- The Fixer - Pearl Jam
  - Matt Cameron, Stone Gossard, Mike McCready & Eddie Vedder paroliers
- I'll Go Crazy If I Don't Go Crazy Tonight - U2
  - Bono, Adam Clayton, The Edge, Larry Mullen Junior paroliers
- 21 Guns - Green Day
  - Billie Joe Armstrong, Mike Dirnt & Tré Cool paroliers
- Walking On A Dream - Bruce Springsteen
  - Bruce Springsteen parolier

Meilleure album rock
- 21st Century Breakdown - Green Day
- Black Ice - AC/DC
- Life from Madison Square Garden - Eric Clapton & Steve Windwood
- Big Whiskey and the GrooGrux King - Dave Matthews Band
- No Line on the Horizon - U2

### Alternatif
Meilleur album de musique alternative
- Wolfgang Amadeus Phoenix - Phoenix
- Everything That Happens Will Happen Today - David Byrne & Brian Eno
- The Open Door EP - Death Cab for Cutie
- Sounds of the Universe - Depeche Mode
- It's Blitz! - Yeah Yeah Yeahs

### R&B
Meilleure prestation vocale féminine de R&B
- Single Ladies (Put a Ring on It) - Beyoncé
- It Kills Me - Melanie Fiona
- That Was Then - Lalah Hathaway
- Goin' Thru Changes - Ledisi
- Lions, Tigers & Bears - Jazmine Sullivan

Meilleure prestation vocale masculine de R&B
- Pretty Wings - Maxwell
- The Point of It All - Anthony Hamilton
- SoBeautiful - Musiq Soulchild
- Under - Pleasure P
- There Goes My Baby - Charlie Wilson

Meilleure prestation R&B par un duo / groupe avec chant
- Blame It - Jamie Foxx & T-Pain
- Chocolate High - India.Arie & Musiq Soulchild
- IfULeave - Musiq Soulchild & Mary J. Blige
- Higher Ground - Robert Randolph & The Clark Sisters
- Love Has Finally Come at Last - Calvin Richardson (en) & Ann Nesby

Meilleure prestation vocale traditionnelle de R&B
- At Last - Beyoncé
- Soul Music - Anthony Hamilton
- Don't Let Me Be Lonely Tonight - Boney James & Quinn
- Sow Love - Ann Nesby
- Woman Gotta Have It - Calvin Richardson (en)

Meilleure prestation Urban / Alternative
- Pearls - India.Arie & Dobet Gnahore
- Daykeeper - The Foreign Exchange
- All Matter - Robert Glasper & Bilal
- A Tale Of Two - Eric Roberson, Ben O'Neill & Michelle Thompson
- Blend - Tonex

Meilleure chanson R&B
- Single Ladies (Put a Ring on It) - Beyoncé
  - Thaddis Harrell, Beyoncé, Terius Nash & Christopher Stewart paroliers
- Blame It - Jamie Foxx & T-Pain
  - James T. Brown, John Conte, Jr., Jamie Foxx, Christopher Henderson, Brandon R. Melanchon, Breyon Prescott, T-Pain & Nathan L. Walker paroliers
- Lions, Tigers & Bears - Jazmine Sullivan
  - Salaam Remi & Jazmine Sullivan paroliers
- Pretty Wings - Maxwell
  - Hod David & Musze paroliers
- Under - Pleasure P
  - D. Babbs, L. Bereal, M. Cooper, A. Dixon, J. Franklin, T. Jones, R. New & K. Stephens paroliers

Meilleur album de R&B
- BLACKsummers'night - Maxwell
- The Point of It All - Anthony Hamilton
- Testimony: Vol. 2, Love and Politics - India.Arie
- Turn Me Loose - Ledisi
- Uncle Charlie - Charlie Wilson

Meilleur album de R&B Contemporain
- I Am... Sasha Fierce - Beyoncé
- Intuition - Jamie Foxx
- The Introduction of Marcus Cooper - Pleasure P
- Ready - Trey Songz
- Thr33 Ringz - T-Pain

### Rap
Meilleure prestation rap pour un artiste solo
- D.O.A (Death of Auto-Tune) - Jay-Z
- Best I Ever Had - Drake
- Beautiful - Eminem
- Day 'N 'Nite - Kid Cudi
- Casa Bey - Mos Def

Meilleure prestation rap pour un duo / groupe
- Crack A Bottle - Eminem, Dr. Dre & 50 Cent
- Too Many Rappers - Beastie Boys & Nas
- Money Goes, Honey Stay - Fabolous & Jay-Z
- Make Her Say - Kid Cudi, Kanye West & Common
- Amazing - Kanye West & Young Jeezy

Meilleure collaboration rap avec chant
- Run this Town - Jay-Z, Rihanna & Kanye West
- Ego - Beyoncé & Kanye West
- Knock You Down - Keri Hilson, Kanye West & Ne-Yo
- I'm On A Boat - The Lonely Island & T-Pain
- Dead and Gone - T.I. & Justin Timberlake

Meilleure chanson rap
- Run this Town - Jay-Z, Rihanna & Kanye West
  - Shawn Carter, R. Fenty, M. Riddick, Kanye West & Ernest Wilson paroliers
- Best I Ever Had - Drake
  - Aubrey Drake Graham, D. Hamilton, M. Samuels paroliers
- Day 'N 'Nite - Kid Cudi
  - Scott Mescudi, O. Omishore paroliers
- Dead and Gone - T.I. & Justin Timberlake
  - Clifford Harris Jr, R. Tadross & Justin Timberlake paroliers
- D.O.A (Death of Auto-Tune) - Jay-Z
  - Shawn Carter & Ernest Wilson paroliers

Meilleur album rap
- Relapse - Eminem
- Universal Mind Control - Common
- R.O.O.T.S. - Flo Rida
- The Ecstatic - Mos Def
- The Renaissance - Charlie Wilson

### Country
Meilleure prestation vocale féminine de country
- White Horse - Taylor Swift
- Dead Flowers - Miranda Lambert
- I Just Call You Mine - Martina McBride
- Just a Dream - Carrie Underwood
- Solitary Thinkin - Lee Ann Womack

Meilleure prestation vocale masculine de country
- Sweet Thing - Keith Urban
- All I Ask for Anymore - Trace Adkins
- People are crazy - Billy Currington
- High Cost of Living - Jamey Johnson
- Living for the Night - George Strait

Meilleure prestation country par un duo / groupe avec chant
- I Run to You - Lady Antebellum
- Cowgirls Don't Cry - Brooks & Dunn
- Chicken Fried - Zac Brown Band
- Here Comes Goodbye - Rascal Flatts
- It Happens - Sugarland

Meilleure collaboration country avec chant
- I Told You So - Carrie Underwood & Randy Travis
- Beautiful World - Dierks Bentley & Patty Griffin
- Down the Road - Kenny Chesney & Mac McAnally
- Start a Band - Brad Paisley & Keith Urban
- Everything But Quits - Lee Ann Womack & George Strait

Meilleure prestation country instrumentale
- Producer's Medley - Steve Wariner
- Under The (Five) Wire - Alison Brown
- The Crystal Merchant - The Greencards
- Mansineedof - Sarah Jarosz

Meilleure chanson country
- White Horse - Taylor Swift
  - Liz Rose & Taylor Swift paroliers
- All I Ask For Anymore - Trace Adkins
  - Casey Beathard & Tim James paroliers
- High Cost of Living - Jamey Johnson
  - Jamey Johnson & James T. Slater paroliers
- I Run to You - Lady Antebellum
  - Tom Douglas, Dave Haywood, Charles Kelley & Hillary Scott paroliers
- People Are Crazy - Billy Currington
  - Bobby Braddock & Troy Jones paroliers

Meilleur album country
- Fearless - Taylor Swift
- The Foundation - Zac Brown Band
- Twang - George Strait
- Defying Gravity - Keith Urban
- Call Me Crazy - Lee Ann Womack